# Susan Bassnett
Susan Edna Bassnett, FRSL (née le 21 octobre 1945) est une théoricienne de la traduction et spécialiste de Littérature comparée. Elle est pro-vice-chancelière à l'Université de Warwick pendant dix ans et enseigne dans son Centre de traduction et d'études culturelles comparées, qui ferme ses portes en 2009. Depuis 2016, elle est professeur de littérature comparée aux universités de Glasgow et de Warwick. Formée dans toute l'Europe, elle commence sa carrière en Italie et enseigne dans des universités aux États-Unis . En 2007, elle est élue membre de la Royal Society of Literature.

## Jeunesse et éducation
Bassnett est née le 21 octobre 1945. Elle étudie l'anglais et l'italien à l'Université de Manchester et obtient un baccalauréat ès arts (BA) en 1968. Elle étudie pour un doctorat en philosophie (PhD) en français à l'Université de Lancaster, qu'elle termine en 1975 .

## Carrière académique
Bassnett commence sa carrière universitaire en tant que chargée de cours à l'Université de Rome de 1968 à 1972. Elle retourne ensuite en Angleterre et est chargée de cours à l'Université de Lancaster de 1972 à 1976. Elle rejoint l'Université de Warwick en tant que chargée de cours en 1976 et créé son Centre de traduction et d'études culturelles comparées en 1985. Elle est promue maitresse de conférences en 1989 et nommée professeur de littérature comparée en 1992. Elle est deux fois pro-vice-chancelière de l'université, de 1997 à 2003 et de 2005 à 2009. Elle prend sa retraite de Warwick en 2016 et est nommée Professeur émérite. À la retraite, elle occupe le poste de professeur de littérature comparée à l'Université de Glasgow depuis 2015 .

## Travaux notables
Parmi ses plus de vingt livres, plusieurs sont devenus des références dans le domaine de la critique littéraire, notamment Traductologie (1980) et Littérature comparée (1993). Un livre sur Ted Hughes est publié en 2009. Un autre livre édité par Bassnett est Knives and Angels: Women Writers in Latin America . La collaboration de Bassnett avec plusieurs intellectuels dans une série de projets de livres est bien accueillie. En 2006, elle co-édite avec Peter Bush le livre The Translator as Writer. En plus de ses travaux savants, Bassnett écrit de la poésie qui est publiée sous le titre Exchanging Lives: Poems and Translations (2002) .

## Idées critiques

### Traduction de premier plan
Dans son ouvrage de 1998 Constructing Cultures: Essays on Literary Translation (écrit avec André Lefevere), Bassnett déclare que « le déplacement de l'accent de l'original vers la traduction se reflète dans les discussions sur la visibilité du traducteur. Lawrence Venuti appelle à une traduction centrée sur le traducteur, insistant pour que le traducteur s'inscrive visiblement dans le texte" .

### La littérature comparée comme stratégie littéraire
Dans un essai de 2006 intitulé Reflections on Comparative Literature in the Twenty-First Century, elle s'entretient avec Gayatri Chakravorty Spivak qui soutient dans Death of a Discipline (2003) que le domaine de la littérature comparée doit dépasser son eurocentrisme s'il veut rester pertinent. Si elle est d'accord avec Spivak sur le fait que l'eurocentrisme a marginalisé les littératures non occidentales, elle soutient également que l'argument de Spivak place les comparatistes européens, qui connaissent ses littératures, dans une position précaire. Pour Bassnett, la solution pour les comparatistes européens est d'enquêter de manière critique sur leur passé. Bassnett a également rétracté sa position précédente selon laquelle la littérature comparée est un sujet en voie de disparition qui sera lentement remplacé par des études de traduction. Au contraire, elle soutient que la littérature comparée et la théorie de la traduction continuent d'être pertinentes aujourd'hui si elles sont considérées comme des modes de lecture que les critiques littéraires peuvent utiliser pour aborder les textes.

## Vie privée
Clive Barker, partenaire de longue date de Bassnett et universitaire en études théâtrales à Warwick, est décédé en 2005 .